# Jüdische Gemeinde Durmenach
Die Jüdische Gemeinde in Durmenach, einer französischen Gemeinde im Département Haut-Rhin im Elsass, entstand Ende des 17. Jahrhunderts.

## Geschichte

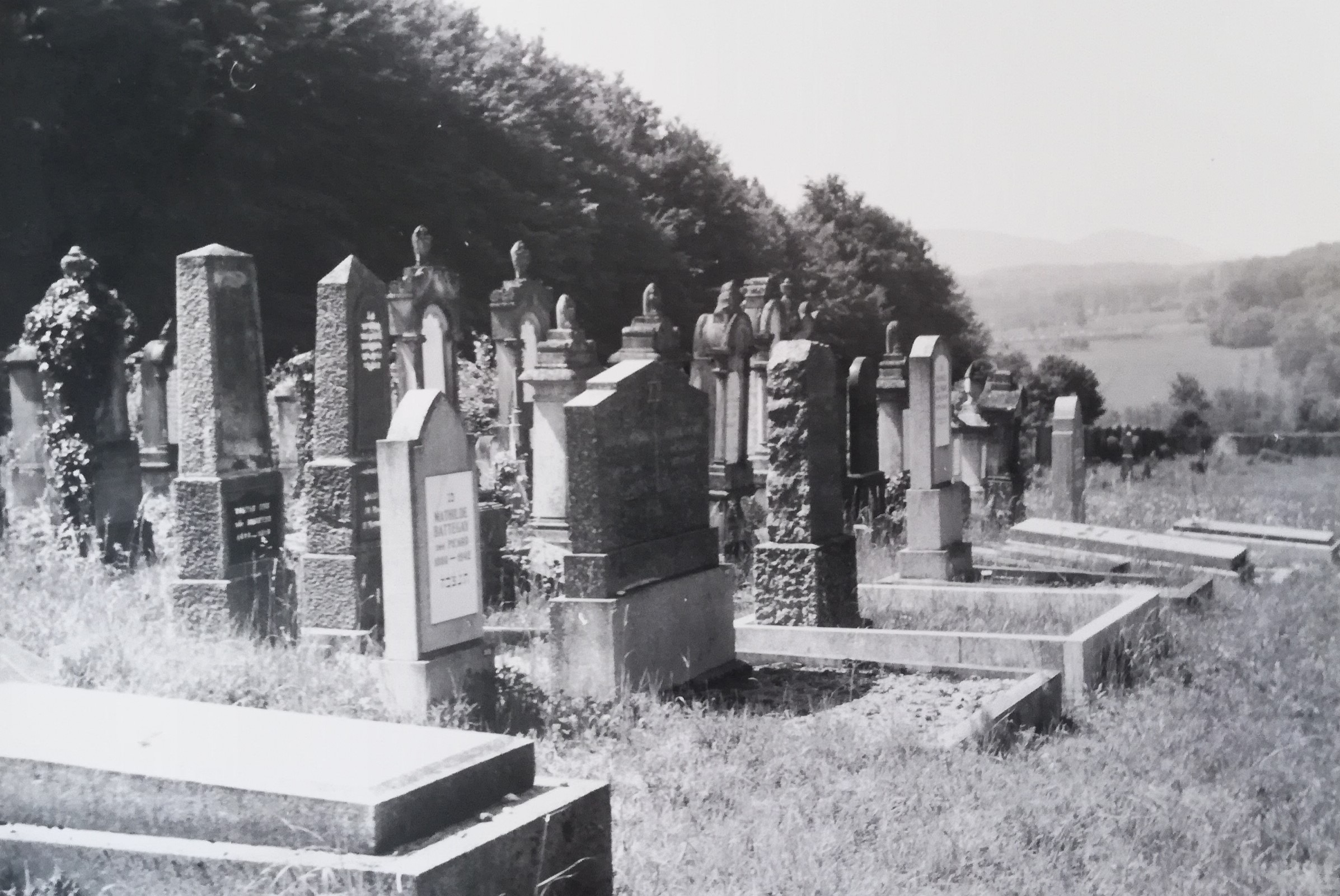
Jüdischer Friedhof in Durmenach. Bild aus der Sammlung des Jüdischen Museums der Schweiz

Nach dem Dreißigjährigen Krieg war Durmenach, wie das ganze Elsass, entvölkert. Die Herren von Flachslanden, zu deren Besitz Durmenach gehörte, luden Juden ein, sich hier niederzulassen. Ende des 17. Jahrhunderts kamen die ersten Familien, 1725 zählte man schon 10 Familien. Im Jahr 1766 wurden 43 jüdische Familien gezählt und 1784 lebten 73 jüdische Familien mit zusammen 340 Personen in Durmenach. In der Mitte des 19. Jahrhunderts lebten am Ort zeitweise mehr jüdische als christliche Einwohner. Die Höchstzahl jüdischer Einwohner wurde um 1840 mit 640 Personen erreicht, das entsprach 75 % der gesamten Einwohner.
Die jüdischen Familien lebten überwiegend vom Handel mit Vieh, Pferden und Waren aller Art. Die jüdischen Viehhändler waren auch als Geldverleiher tätig. In den Jahren vor der Französischen Revolution gab es einige wenige reiche Familien, ebenso einige arme Familien, die Mehrheit hatte ein gutes Auskommen. Die Gemeinde konnte zwei Sänger (Chazan) und vier Lehrer für die ca. 180 Kinder anstellen.
Die jüdische Gemeinde besaß eine Schule, ein rituelles Bad und einen Friedhof. Es war ein Lehrer angestellt, der zugleich als Vorbeter und Schochet tätig war. Von 1802 bis 1910 war Durmenach Sitz eines Rabbinats.

### Pogrome

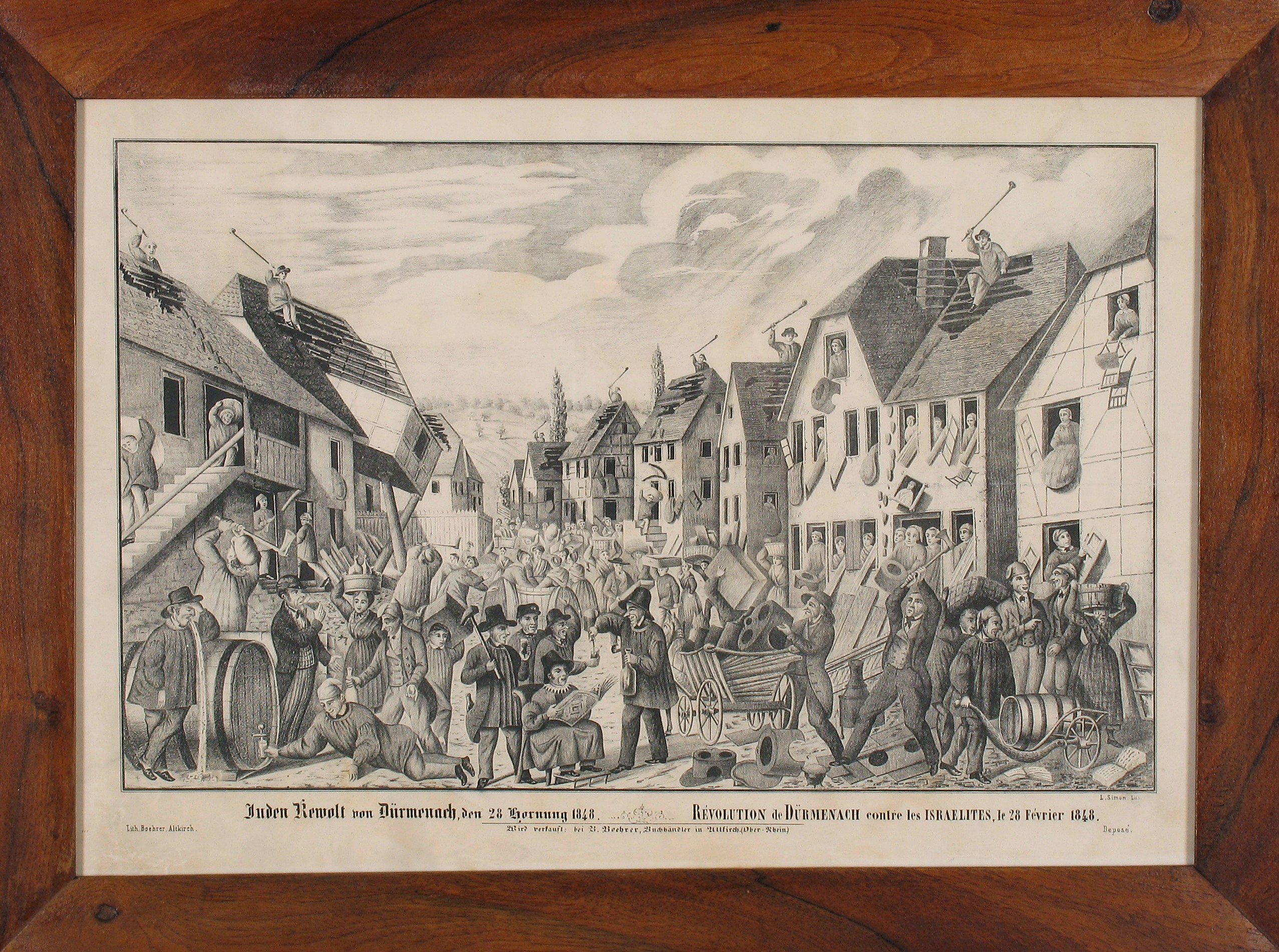
Lithografie zum Aufstand gegen den Juden in 1848. In der Sammlung des Jüdischen Museums der Schweiz.

Es gab mehrere antijüdische Pogrome in Durmenach, so im Jahr 1789 (siehe Französische Revolution) und am 29. Februar 1848 (siehe Februarrevolution 1848), als 75 jüdische Häuser geplündert und angezündet wurden. Die Schulden bei den jüdischen Geldverleihern wurden annulliert. Durch die Pogrome im Elsass beschleunigte sich die Abwanderung vom Land in die städtische Zentren. So ging seit der Mitte des 19. Jahrhunderts die Zahl jüdischer Einwohner in Durmenach stark zurück.

### Gemeindeentwicklung
| Jahr    | Gemeindemitglieder |  |
| ------- | ------------------ |  |
| um 1840 | 640                |  |
| 1861    | 204                |  |
| 1871    | 373                |  |
| 1910    | 137                |  |
| 1931    | 100                |  |
| 1939    | 61                 |  |

### Nationalsozialistische Verfolgung

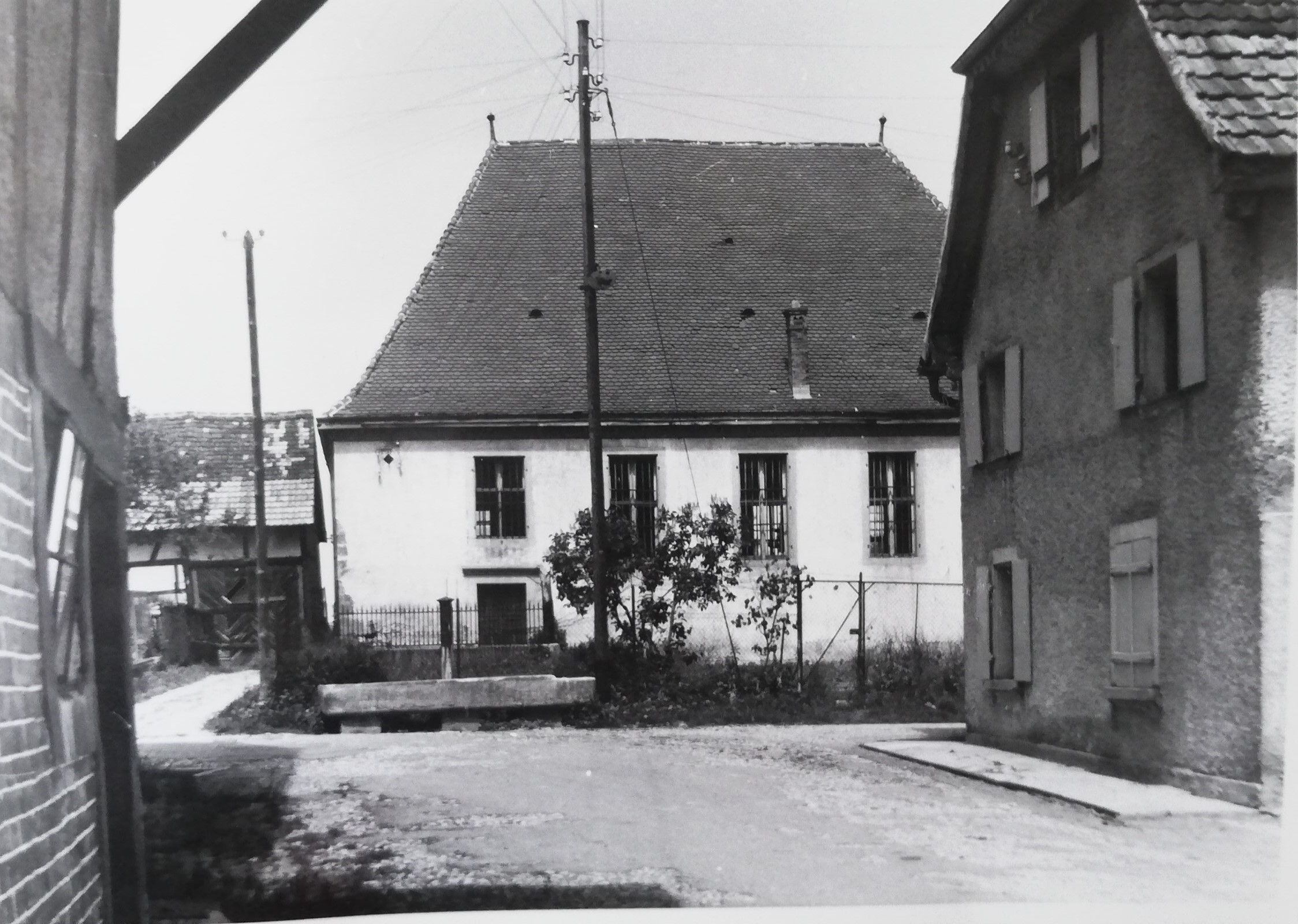
Die Synagoge in Durmenach. Bild aus der Sammlung des Jüdischen Museums der Schweiz

Nach der deutschen Besetzung des Elsass wurden die Juden in Durmenach zwischen Juli und Oktober 1940 nach Südfrankreich deportiert und später in den osteuropäischen Konzentrationslagern ermordet.

### Nach 1945
Nach 1945 kamen einige Überlebende wieder nach Durmenach zurück. 1965 lebten 15 jüdische Personen in Durmenach, die jedoch nicht den Unterhalt für die Synagoge leisten konnten. 1987 starb der letzte Jude, Alfred Brunschwig.
Ab dem Jahr 2000 bildete sich eine Bürgervereinigung, die, unterstützt vom Bürgermeister, das jüdische Erbe Durmenbachs vor dem Vergessen retten wollte. Ein erster Erfolg war im Jahr 2009 die Einweihung einer Gedächtnistafel am Eingang der ehemaligen Synagoge in Anwesenheit des Präsidenten des Konsistoriums des Haut-Rhins und des Rabbiners Breisachers. Die Rede hielt Freddy Raphaël, Historiker und Chronist der jüdischen Geschichte. Ein zweites Projekt war die Restaurierung eines alten Hauses, welches früher der jüdischen Familie Hauser gehörte, die mit vielen Angehörigen seit dem Jahr 1695 in der Gemeinde nachweisbar ist. 2014 wurde es als „Maison du Patrimoine“ (Haus des Kulturerbes) eröffnet. Die Renovierung wurde möglich durch die Unterstützung der Familie Noëlle Meyer und ihres Sohns, dem Rabbiner David Meyer, die Erben des Kaufhauskonzern Galeries Lafayette  sind.

## Synagoge

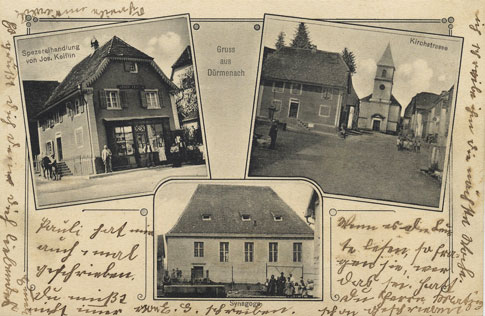
Ansichtskarte von Durmenach mit Synagoge (unten)

Die Synagoge wurde 1803 erbaut. Im Jahr 1959 wurde sie an die katholische Kirchengemeinde verkauft und zu einem Gemeindesaal umgebaut. Am 14. Januar 1983 wurde das Gebäude durch einen Brand zerstört und danach wieder aufgebaut, allerdings nicht mehr als Gotteshaus, sondern als Gemeindegebäude.